# Radó Ferenc Matematikaművelő Társaság
A Radó Ferenc Matematikaművelő Társaság 1993-ban alapult Kolozsváron azzal a céllal, hogy támogassa a matematika elemi és középiskolai szinten való tanítását, főleg a Matematikai Lapok folyóiraton keresztül. Az iskolásoknak szánt lapot kezdetben a Román Matematikai Társulat adta ki, de 1997-től az új változatot, Matlap néven, a Társaság adja ki. Mindenkori elnöke tagja a Farkas Gyula-emlékérem odaitélő bizottságának.
Nevét Radó Ferenc (1921–1990) matematikaprofesszorról kapta.

## Elnökei
- Balázs Márton

- Kolumbán József

- Szenkovits Ferenc